# Naruto (manga)
A Naruto (NARUTO -ナルト-) japán mangasorozat, amelynek írója és rajzolója Kisimoto Maszasi. A mangából első fejezetének megjelenése után néhány évvel animesorozat is készült. A sorozat cselekménye címadó szereplőjének, Uzumaki Narutónak, egy heves és hiperaktív kamasz nindzsatanoncnak a kalandjait követi nyomon, akinek eltökélt célja, hogy falujának legjobb és legelismertebb harcosa és vezetője lehessen. A sorozat Kisimoto egy 1997 augusztusában, az Akamaru Jump című magazinban megjelent egyrészes történetén alapszik.
A manga első fejezete Japánban a Shueisha által kiadott Súkan Sónen Jump (angol nyelvterületen gyakran Weekly Shōnen Jump) 43. számában jelent meg 1999-ben, 2014. november 10-én megjelent a manga utolsó, 700. fejezete. A sorozatnak azóta 72 önálló kötetét adták ki. A mangát Észak-Amerikában a Viz Media Shonen Jump című magazinjában, majd pedig kötetek formájában kezdte megjelentetni, mely a kiadó egyik legsikeresebb sorozata lett. Japánban a manga köteteiből a 44. számig bezárólag összesen 89 millió példány kelt el. Az angol nyelvű kiadás többször is megjelent a USA Today könyvlistáján, a 7. kötet pedig a fogyasztók szavazatai alapján elnyerte a 2006-os Quill-díjat a legjobb képregényalbum (Graphic Novel) kategóriában. Magyarországon a Naruto első kötete 2007. május 3-án jelent meg a MangaFan kiadó gondozásában.
A sorozat anime-adaptációját a Studio Pierrot és az Aniplex készítette el, melynek első epizódját a TV Tokyo és a műholdas anime-csatorna, az Animax 2002. október 3-án sugározta. Az anime első sorozata 220 epizódot ért meg, második sorozatát Naruto sippúden címen 2007. február 15-én kezdték sugározni. Az animesorozat mellett a Studio Pierrot hat animációs filmet és több OVA-epizódot is készített. Az animét az Egyesült Államokban a Cartoon Network tűzte műsorára először 2005. szeptember 10-én Toonami című műsorblokkjában. Kanadában az anime premierje 2005. szeptember 15-én, a YTV Bionix című műsorában volt. A Naruto sippúdent 2009. |október 28-ától vetítik az Egyesült Államokban a Disney XD csatornán. Az Egyesült Királyságban az animét 2006. július 22-én a Jetix tűzte műsorára. Az anime magyarországi bemutatója 2007. február 12-én volt szintén a Jetix tévécsatornán. A sorozat vágatlan és újraszinkronizált változatát az Animax 2008. december 10-től kezdte sugározni. Az alapsorozat befejező része 2012. február elsején került adásba. A csatorna híresztelte a "Naruto: Shipuuden" megszerzésének tervét, de valójában már elindult a csőd felé és így erre már nem került sor.
A Naruto kritikusai dicsérően írtak a sorozat harci és komikus jeleneteinek egyensúlyáról, valamint a szereplők személyiségéről és jellemfejlődéséről, bár többen is negatívan értékelték a sztereotip sónen-elemek túlzott használatát. Népszerűsége révén több más, a sorozaton alapuló termék, köztük videójátékok, gyűjtögetős kártyajátékok, játékfigurák és egyéb más termékek is megjelentek.

## A történet
A Naruto egy japán fantáziavilágban játszódik. Ebben a világban önálló, elszigetelt politikai egységek, földek találhatók, melyeket földesurak irányítanak. Az egyes földeken belül rejtekfalvak (隠れ里; kakurezato) vannak, olyan települések, melyeket nindzsák laknak. Ezeknek a nindzsáknak a legtöbbje természetfeletti erőkkel is rendelkezik. A rejtekfalvak azzal járulnak hozzá földjük gazdaságához, hogy nindzsákat képeznek ki, akik később küldetéseket hajtanak végre más földek megbízásából. Ezek a kiképzett nindzsák egyúttal az anyaország katonai erejeként is szolgálnak. A rejtekfalvak vezetője egyenlő hatalommal rendelkezik a képviselt föld vezetőjével. A Naruto világának öt legerősebb földje, a Sziklák, a Tűz, a Víz, a Villámok és a Szél földje, „az öt nagy sinobi nemzet” néven is ismert. Az egyes földeket egy-egy feudális hadúr vezeti, a rejtekfalvak vezetői pedig a kage címet viselik. Az öt nagy nemzeten kívül a manga- és az animesorozatban további, kisebb földek nevei is felbukkannak.

### A cselekmény összefoglalása

Hakke no fúin siki: a pecsét, mely Uzumaki Narutóban fogva tartja a kilencfarkú rókadémont

A sorozat főhőse Uzumaki Naruto, egy fiatal fiú, akinek testében a rettegett kilencfarkú rókadémon raboskodik. Tizenkét évvel a történet kezdete előtt a róka megtámadta Avarrejtek nindzsák lakta faluját, és számos életet kioltott. A falu vezetője, a negyedik hokage saját életét feláldozva állította meg a bestiát, amit az újszülött Naruto testébe zárt. A fiút emiatt a falusiak kiközösítették, mintha ő maga lenne a rókadémon. A harmadik hokage, aki a negyedik hokage halála után újra a falu vezetője lett, megtiltotta, hogy bárki is beszéljen a róka támadásáról. Évekkel később, Narutót a renegát nindzsa, Mizuki becsapta, rávéve arra, hogy lopjon el egy tiltott tekercset. Ezek után Mizuki meg akarta ölni Narutót, hogy a tekercset elvéve saját céljaira használja azt. Naruto segítségére tanára, Umino Iruka érkezett. Amikor Iruka súlyos sérüléseket szerzett, hogy megvédje Narutót, diákja a tekercsről ellesett kage bunsin no dzsucut alkalmazta, amellyel legyőzte Mizukit. A dzsucu sikeres elsajátítására való tekintettel Iruka átengedte a Nindzsa Akadémia záróvizsgáján Narutót. A kaland során Naruto két dologra ébredt rá: az egyik, hogy a rókadémon benne lakozik; a másik pedig, hogy a hokagén kívül más is törődött vele.
A történet Naruto és barátai fejlődését követi nyomon, ahogyan nindzsa tudásukat fejlesztik, egymással való kapcsolatuk alakulását és azt, hogy múltjuk hogyan befolyásolja sorsukat és személyiségük fejlődését. Naruto két fiatal nindzsában, Ucsiha Szaszukében és Haruno Szakurában talál barátra és társra, mikor a 7-es Csapat háromfős nindzsacsapatba kerül Hatake Kakasi felügyelete alá. Ahogyan az összes falu nindzsacsapatai, a 7-es csapat is teljesít küldetéseket. E kalandjaik során megismerik a környező falvakat és azok harcosait is. Egyre szorosabb szálak fűzik őket egymáshoz, képességekre és technikákra is szert tesznek, és szembesülnek a kamaszkor nehézségeivel és kihívásaival is, miközben Naruto az álmát követve azért küzd, hogy egyszer Avarrejtek hokagéja váljék belőle. Több küldetés teljesítése után Hatake Kakasi engedélyezi a 7-es csapat tagjainak, hogy részt vegyenek a nagy csúninvizsgán, melyen egy magasabb nindzsa rangot, a csúnint szerezhetik meg, és így nehezebb küldetéseket vállalhatnak. A vizsga alatt Orocsimaru, Avarrejtek egyik leghalálosabb ellenfele, megtámadja a falut és megöli a harmadik hokagét. A falu vezetőjének halála miatt Dzsiraija, a három legendás nindzsa egyike arra kényszerül, hogy felkutassa egykori csapattársát, Cunadét, hogy az betölthesse a megüresedett pozíciót. Útja során felfedezi, hogy Orocsimaru Ucsiha Szaszukéra is ki akarja vetni hálóját annak különleges genetikai öröksége miatt. Szaszuke, aki úgy hiszi, Orocsimaru meg tudja számára adni azt az erőt, amire szüksége van, hogy végezzen bátyjával, Ucsiha Itacsival, akit egy személyben tart felelősnek klánja lemészárlásáért, átpártol a falu esküdt ellenségéhez. Cunade egy ötfős csapatot hoz létre Naruto részvételével, hogy Szaszukét visszahozzák Avarrejtekbe. Naruto meg is küzd Szaszukével, de nem képes legyőzni. Azonban még ezután sem hajlandó lemondani barátjáról, és két és fél éven át tartó edzésbe kezd Dzsiraija keze alatt, hogy felkészüljön következő találkozásukra.
A két és fél éves edzés után Naruto hazaérkezik Avarrejtekbe. Ezzel közel egy időben feltűnik az Akacuki nevű titokzatos bűnszervezet. Célja, hogy összegyűjtse mind a kilenc hatalmas erővel bíró farkas démont, köztük a Naruto testébe zárt kilencfarkú rókadémont is. Avarrejtek több nindzsája, köztük a 7-es Csapat is felveszi a harcot a szervezettel, és kísérletet tesznek Szaszuke felkutatására is. Habár sikerül megmenteniük az Egyfarkú démon dzsincsúrikijét, Gárát, az Akacuki így is sikeresen elkap hét démont. Szaszuke eközben elpártol Orocsimarutól és szembeszáll Itacsival. Bár összecsapásuk közben Itacsi életét veszti, Szaszuke bosszúja mégsem teljesül be, mivel az Akacuki egyik tagjától, Ucsiha Madarától megtudja, hogy bátyját Avarrejtek vezetése utasította a klán kiirtására. A felismerés fájdalmától és haragtól vezérelve Szaszuke összefog az Akacukival, hogy elpusztítsa Avarrejteket. Mindeközben az Akacuki több tagja is elesik az Avarrejtek nindzsáival vívott harcok során. A szervezet vezetője, Pain, megtámadja a falut azzal a céllal, hogy elrabolja Narutót. Terve nem sikerül, a Narutóval szembeni csatában alulmarad. Közben Cunade, mialatt megvédi a falusiakat Paintől, felhasználja minden erejét, kómába esik, ezért leváltják a hokage pozíciójából. A káoszban Danzó veszi át a hatalmat.
Pain halála nem töri meg az Akacukit, Ucsiha Madara Avarrejtekbe küldi Szaszukét, aki végez Danzóval, Kiszame pedig a Nyolcfarkú elfogását kapja feladatul. Közben megjelenik az Orocsimaru képességeivel rendelkező Kabuto, aki szövetséget ajánl Madarának, s ereje fitogtatásául feltámasztja az Akacuki megölt tagjait. Eközben Naruto edzésbe fog Gyilkos Méh vezetésével, hogy képes legyen irányítani a kilencfarkú rókadémont, melyet sikerül egy megfelelő pecséttel elzárni. Később kiderül Naruto számára is, hogy a helyszín, ahol tartózkodnak egy óriási teknős, mely valójában Felhőrejtekbe szállítja őket az egyesített sinobi erőkhöz. Az egyesített sinobi erők az öt nagy nemzet nindzsáit tömörítik egybe az Ucsiha Madara és Kabuto vezette Akacukival való összecsapásra. Kiderül, hogy Madara Zecu klónjaiból egy klónhadsereget hozott létre, melynek létszáma közel azonos a sinobi haderőével, mintegy 100 000 fő. A negyedik nagy nindzsa háború kitör, előjátékaként Kabuto feltámasztja az összes halott dzsincsúrikit, kagét és számos különleges képességű nindzsát, a másik oldalon pedig a sinobi erők élére Gára áll.

## A sorozat megszületése és az alkotói folyamat
A Naruto-sorozat „nulladik”, egyrészes története az Akamaru Jump 1997 augusztusi számában jelent meg. Az olvasók pozitív visszajelzései ellenére alkotójának, Kisimoto Maszasinak véleménye szerint „a rajzok borzalmasak voltak, a történetnek pedig se füle, se farka sem volt”. Kisimoto ennek a „pilot fejezetnek” a megszületésekor eredetileg Karakuri című történetén dolgozott az antológia Hop Step-díjára. Az elkészített nyers vázlataival viszont annyira elégedetlen volt, hogy úgy döntött, valami egészen máson kezd el dolgozni, amelyből később megszületett a Naruto. Bár ennek a történetnek nem sok köze volt a végül megszületett sorozat cselekményéhez, annak több eleme is átkerült a végleges változatba. Egy interjúban Kisimoto arra a kérdésre, hogy mit mondana a sorozat angol ajkú közönségének, azt válaszolta, hogy úgy érzi, a Naruto a felvonultatott motívumokat tekintve túlságosan is japán, de olvasás közben bárki kedvét lelheti benne.
A Naruto megalkotásakor Kisimoto számos más sónen-mangából próbált ihletet meríteni saját sorozatához, de megpróbált arra hangsúlyt fektetni, hogy minél egyedibb szereplőket hozzon létre. A sorozat szereplőit azért osztotta külön csapatokba, hogy ezzel is mindegyiknek saját arculatot adjon. Szerette volna, hogy a csapatok minden tagja szélsőséges legyen: kiemelkedően tehetséges egy bizonyos területen, egy másikon viszont teljesen tehetségtelen. A történetben a gonosztevők elsősorban a szereplők erkölcsi értékeinek ellentétét hivatottak képviselni. Kisimoto maga is elismerte, hogy ennek az ellentétnek a megrajzolása és kihangsúlyozása annyira háttérbe szorította az egyéb szempontokat, hogy „megalkotásukkor nem is igen gondolt rájuk harci helyzetben”. A szereplők megrajzolásakor Kisimoto következetesen öt lépést követett: előtervek és piszkozatok, vázlatok, kihúzás, árnyékolás és színezés. Kisimoto ezeket a lépéseket követte, mikor a mangát vagy színes illusztrációkat rajzolt a tankóbon-kötetek vagy éppen a Súkan Sónen Jump borítói számára. A felhasznált rajzeszközök természetesen alkalomtól függően változhatnak. Egy Súkan Sónen Jump-borító elkészítése alkalmával például festékszórót alkalmazott, de utólag úgy döntött, hogy ezt a jövőben kerülni fogja, mivel a művelet után túl sok időt emésztettek fel a javítások. A Második részre, amely a manga huszonnyolcadik kötetétől kezdődik, Kisimoto azt mondta, hogy „nem akarja eltúlozni a tipikus mangás rajzolást” a „túl sok torzítással”, és megtartja a panelek szerkezetét, hogy az olvasók könnyebben tudják követni a történetet. Kisimoto a rajzstílusának változásáról annyit mondott, hogy „a klasszikus manga kinézet helyett más, egy kicsit valósághűbb lett”.

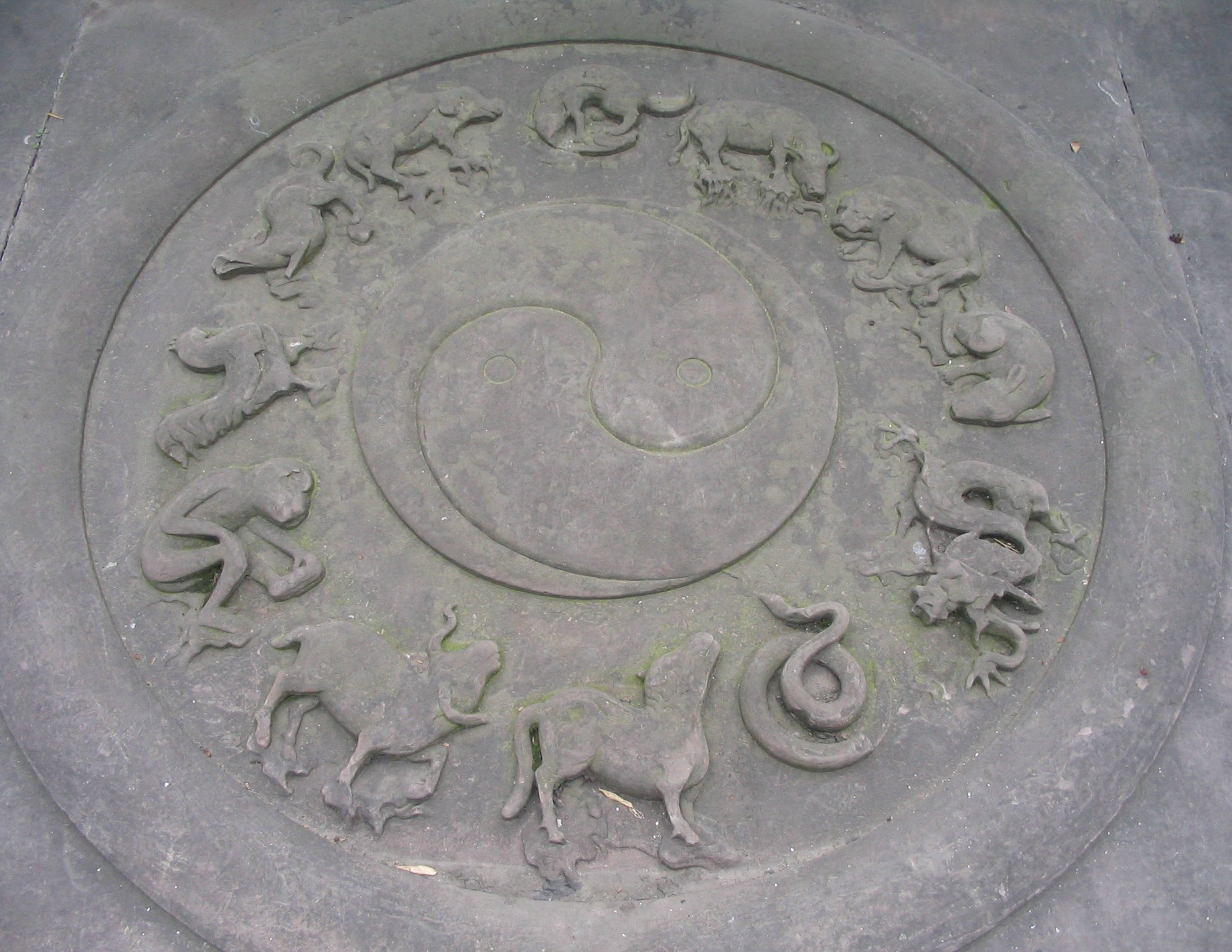
A Naruto megalkotásakor Kisimoto egyik forrása a Japánban is régóta jelenlévő kínai asztrológia volt; a sorozatban látható zodiákus kézjelek is innen erednek

Mivel a Naruto egy „japán fantáziavilágban” játszódik, Kisimoto bizonyos szabályokat állított fel annak érdekében, hogy következetesen tudja felépíteni a történetet. Egyik forrása a Japánban is régóta jelenlévő kínai asztrológia volt; a sorozatban látható zodiákus kézjelek is innen erednek. A helyszínek megalkotásakor elsősorban a cselekmény fő központjára, Avarrejtekre koncentrált. A falu képének megrajzolása Kisimoto saját bevallása szerint igen spontán folyamat volt, ugyanakkor azt is elismerte, hogy az olvasó elé táruló látvány otthona, Okajama prefektúra képét tükrözi. Kisimoto nem jelölte meg azt a kort, amiben a Naruto cselekménye zajlik, de modern elemeket is beépített annak világába, mint például vegyeskereskedéseket, de a lő- és tűzfegyvereket valamint a modern közlekedési eszközöket tudatosan száműzte. Kisimoto forrásanyagként és hivatkozási alapként Japán történelmét is tanulmányozta. A Naruto világának technológiai szintjét illetően Kisimoto kijelentette, hogy tűzfegyverek nem fognak szerepelni a sorozatban. Lehetséges azonban, hogy feltűnnek majd automobilok, repülőgépek és alacsony teljesítményű számítógépek; Kisimoto az alacsony teljesítményt a nyolcbites teljesítményben határozta meg, és határozottan nem akar e fölé menni. Kisimoto egy 2006-os interjújában úgy nyilatkozott, hogy konkrét elképzelései vannak a sorozat utolsó fejezetéről, beleértve a rajzokat és a szöveget is, de azt is megjegyezte, hogy addig még nagyon hosszú az út, és hogy még rengeteg szálat kell elvarrnia.
Kisimotónak a válasza arra a kérdésre, hogy mi volt a Naruto fő témája az Első részben az volt, hogy az emberek hogyan tudják elfogadni egymást, melyet Naruto ezen a téren való fejlődésével mutat. Mivel az Első részbe nehezen tudott romantikát belevinni, ezért ezt Kisimoto a Második részben próbálja pótolni, bár ennek megvalósítását nehéznek találja.

## Szimbólumok

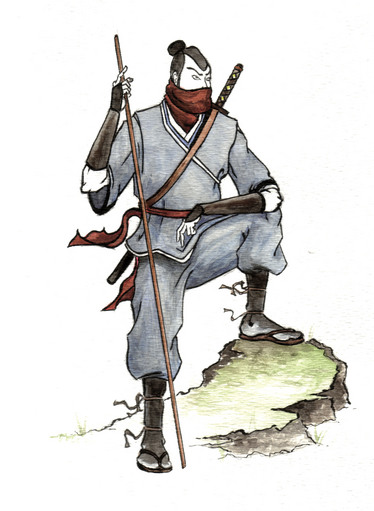
Nindzsa modernkori képen

### A valóságtól a műig
A Narutóban a sorozat fő motívumai az ősi, illetve középkori Japán motívumaira vezethetők vissza. A sorozatban elsősorban a japán 15-16. századi nindzsavilág jelenik meg, melyet Kisimoto Maszasi a modern világ és saját fantáziavilágának eszközeivel fűszerezett meg. A sorozat szereplőinek természetfeletti képességei, mint a vízen járás, a láthatatlanság, a természeti elemek irányítása még ma is élő nindzsalegendákból származnak. Ezen legendák kialakulásának oka a nindzsák misztikus státusza volt. A sorozatban a nindzsák otthonául szolgáló különböző nindzsafalvak és az egyedi képességekkel rendelkező nindzsaklánok mivolta is valós alapokon nyugszik. A 15. században például az eldugott, hegyekkel körülvett Iga-síkságon jöttek létre nindzsák kiképzésére specializálódott falvak. Az itt élő nindzsáknak a kémkedés, a szabotázsakciók, az ellenséges területre való beszivárgás és az orvgyilkosságok ugyanúgy a feladatköreikbe tartoztak, mint a műben. A nindzsák által használt eszközök, mint a surikenek, a kunaik vagy a szenbontűk is a korabeli nindzsaművészet fontos kellékei voltak. 

## Média

### A mangasorozat
A Naruto első fejezete a Shueisha által kiadott Súkan Sónen Jump című magazinban jelent meg 1999 folyamán. Az első 238 fejezet a sorozat Első része. A manga 239. fejezetétől a 244-ig egy melléktörténetet, gaident tartalmaz, mely Hatake Kakasi hátterével foglalkozik. Minden ezt követő fejezet már a Naruto Második részéhez tartozik, amely az első után két és fél évvel játszódik. A manga angol nyelvű kiadásának jogait Észak-Amerikában a Viz Media birtokolja, melynek újabb fejezeteit a Shonen Jump című havi magazinjában publikálja. Az első fejezet angolul a 2003-as januári számban jelent meg. Hogy a Viz behozza lemaradását a japán kiadáshoz képest, a „Naruto Nation” kampánya keretein belül 2007 utolsó négy hónapjában havonta három kötetet adott ki a mangából. Cammie Allen, a Viz termékmenedzserének nyilatkozata szerint azért döntöttek az angol nyelvű kötetek felgyorsított megjelentetése mellett, hogy megpróbáljanak „hasonló élményt biztosítani, mint a japán olvasók számára”. A kiadó egy hasonló kampányt tervezett 2009-re is: a sorozat Második részéből február és április között összesen tizenegy kötetet jelentetett meg. A 2009 júliusára tervezett 45 számmal ismét visszatértek a megszokott, negyedéves kiadásokhoz.
A mangának 2013 szeptemberéig bezárólag hatvanhat tankóbon kötete került piacra Japánban a Shueisha kiadásában, melyből az első huszonhét az Első rész, a maradék pedig a Második rész fejezeteit tartalmazza. Az első kötet 2000. március 3-án, az ötvenkettedik 2010. augusztus 4-én jelent meg. A sorozaton kívül a Naruto animációs filmek adaptációjaként is készültek kötetek, melyeket szintén a Shueisha adott ki. Japánban a Shueisha a weboldalán elérhetővé tette a sorozat letöltését telefonra. A Viz Media 2013 novemberéig bezárólag hatvanhárom angol nyelvű Naruto-kötetet jelentetett meg. Az elsőt 2003. augusztus 16-án. 2007 novemberében a Viz a sorozat első huszonhét kötetét, a történet teljes Első részét egy különleges, korlátozott számú dobozos kiadásban is piacra bocsátotta.
Magyarországon a MangaFan gondozásában ezidáig az első huszonhat kötet jelent meg, az első 2007. május 3-án. A magyar kiadásban a japán nevek magyaros átírásban szerepelnek, emellett a nindzsa falvak és a dzsucuk magyar neveket kaptak.

### Az animesorozat

#### Naruto
| Készítők        | Naruto | Naruto sippúden                                                                                |
| --------------- | --- | ---------------------------------------------------------------------------------------------- |
| Rendező         | Date Hajato | Date Hajato                                                                                    |
| Eredeti készítő | Kisimoto Maszasi | Kisimoto Maszasi                                                                               |
| Történet        | Curu Tosijuki, Niidome Tosija, Szató Sindzsi | Curu Tosijuki, Niidome Tosija, Szató Sindzsi                                                   |
| Történet        | Date Hajato Isijama Takaaki Jaszumura Rjó Kagejama Sigenori Kavasima Hiroki Kudzsó Rion Macutake Norijuki Murata Maszahiko Nositani Micutaka Tanaka Csijuki Ueda Hidehito Vakabajasi Acusi | Jokojama Akitosi Kimura Hirosi Kinosita Juki Kurocu Jaszuaki Mijake Júicsiró Takahasi Sigeharu |
| Forgatókönyv    | Josida Sin, Mijata Juka, Nisizono Szatoru, Szuzuki Jaszujuki, Takegami Dzsunki | Josida Sin, Mijata Juka, Nisizono Szatoru, Szuzuki Jaszujuki, Takegami Dzsunki                 |
| Forgatókönyv    | Jamatoja Akacuki Jokote Micsiko Kou Hei Musi Szumiszava Kacujuki | Curu Tosijuki Hikokubo Maszahiro Kurocu Jaszuaki                                               |
| Zeneszerzők     | Maszuda Tosio | Takanasi Jaszuharu                                                                             |
| Karakterdizájn  | Szuzuki Hirofumi, Nisio Tecuja | Szuzuki Hirofumi, Nisio Tecuja                                                                 |

A Naruto anime adaptációját a Studio Pierrot és a TV Tokyo készítette el Date Hajato rendező közreműködésével. Az animesorozat első epizódját 2002. október 3-án sugározta a TV Tokyo. Az utolsó, kilencedik évad 220. befejező epizódját 2007. február 8-án sugározta a tévécsatorna. Az első 135 epizód a mangasorozat Első részének 27 kötetét dolgozzák fel, míg az ezeket követő további 85 epizód olyan történeteket tartalmaz, melyek az eredeti mangában nem voltak olvashatók.
A sorozat epizódjait DVD-n adták ki. Az első DVD sorozat volt az egyetlen, mely VHS formátumban is megvásárolható volt. Összesen öt DVD sorozat van, minden egyes DVD-n négy epizód található. A sorozat három dobozos kiadásban is megvásárolható volt 2009 folyamán. A legújabb DVD sorozat a Naruto legjobb jelenetei, melyben egy válogatást láthatunk az első 135 epizód jeleneteiből.
Az animesorozat sugárzási és terjesztési jogait az 1. régiókódú piacokon a Viz Media szerezte meg. A sorozat angol szinkronú változatának sugárzása az Egyesült Államokban a Cartoon Network Toonami műsorblokkjában 2005. szeptember 10-én kezdődött meg, és a 209. epizóddal 2009. január 31-én fejeződött be. Az animét Kanadában a YTV Bionix műsorblokkjában, valamint az Egyesült Királyságban a Jetix tévécsatornán volt látható először. Észak-Amerikában a sorozat utolsó 11 részének a televíziós premierje az YTV-n volt. Az utolsó részt 2009. december 5-én vetítették. A sorozat DVD formátumban való kiadását 2006. március 28-án kezdte meg a Viz. Az első 26 DVD-kötet egyes lemezei négy-négy epizódot tartalmaznak, míg a 27. kötettől kezdődően ötöt. Az anime vágatlan verziója kötetenként 12–15 epizódot tartalmazó dobozos kiadásban került forgalomba. Az Egyesült Államokban sugárzott epizódokban az alkoholhoz, a japán kultúrához szorosabban kötődő jelenetek, valamint az esetleges szexuális utalásokat, a vért és a halált gyakran kivágták, de ugyanakkor a DVD kiadásban meghagyták. Az egyes csatornák különböző mértékben éltek a cenzúra lehetőségével, így a Cartoon Networkhöz képest a Jetix kevésbé volt elnéző például a véres jelentekkel, az obszcén kifejezésekkel és a dohányzással kapcsolatban. A sorozat internetes sugárzásának jogait bizonyos régiókban a Hulu, a Joost és a Crunchyroll megvásárolta japán nyelven, angol felirattal.
Magyarországon az animét két csatorna kezdte sugározni: a Jetix 2007. február 12-től és az Animax 2008. december 10-től. Előbbi az angol Jetix által megvágott változatot adta, míg utóbbi az eredeti, vágatlan változatot sugározza. A két változathoz két külön szinkron készült, bár a főbb szereplőknél vannak hangbéli átfedések. A Jetix – a 26. epizód kivételével – az első 104 epizódot sugározta, az Animax pedig 2010. június 9-én fejezte be az első 104 epizód sugárzását, majd 2010. december 15. és 2012. február 1. között egyben leadta a sorozat első részének hátralévő epizódjait.

#### Naruto sippúden
A Naruto sippúden (ナルト 疾風伝; Hepburn: Naruto Shippūden) a Naruto első sorozatának folytatása, mely az eredeti manga Második részének cselekményeit tartalmazza, ami a 28. kötettel vette kezdetét. A Naruto sippúden első epizódját 2007. február 15-én sugározta Japánban a TV Tokyo. A sorozatot a Studio Pierrot készíti Date Hajato rendezésével. Az első Japánon kívüli tévécsatorna a fülöp-szigeteki ABS-CBN, 2008. január 28-án műsorára tűzte a sorozatot, és 2008. március 19-ig az első 40 részt sugározta. 2009. január 8-tól a TV Tokyo az interneten is megkezdte az újabb részek sugárzását a feliratkozó felhasználók számára. Az egyes epizódok a japán premiert követően egy órán belül angol felirattal megtekinthetőek. A Viz Media 2009. január 15-től szintén elkezdte a sorozat japán nyelvű, angol feliratos változatának internetes sugárzását saját hivatalos honlapján keresztül. A feltöltött epizódok között megtalálhatóak a korábbi és az újabb részek is. 2009. október 28-ától, az angol szinkronos Naruto sippúdent a Disney XD heti egy epizóddal sugározza.
A sorozat 2. régiókódú DVD-n Japánban egy lemezen négy, vagy öt epizóddal jelenik meg. Az eddig részek felosztása alapján négy DVD évadot adtak ki. A hetedik Naruto sippúden DVD-hez tartozik egy speciális rész, ami a második végefőcím alapján készült. A megszokott DVD-k mellett 2009. december 16-án kiadták a 119–120. epizódot, a Kakashi gaiden: Egy fiú élete a harcmezőn (カカシ外伝～戦場のボーイズライフ～; Kakasi gaiden ~Szendzsó no bóizu raifu~) című speciált – mely Hatake Kakasi gyermekkorában játszódik – egy DVD-n. Észak-Amerikában a sorozat első DVD-je 2009. szeptember 29-én jelent meg.

### Zenei albumok
A Naruto animesorozatának zeneszerzője Maszuda Tosio. A sorozat első évadjának zenéjét tartalmazó első CD Naruto Original Soundtrack címen 2003. április 3-án jelent meg, és összesen huszonkét zeneszámot tartalmazott. A második, Naruto Original Soundtrack II címen 2004. március 18-án jelent meg tizenkilenc zeneszámmal. A Naruto Original Soundtrack III huszonhárom zeneszámmal 2005. április 27-én került forgalomba.
A sorozat összes nyitó és záró zeneszámát tartalmazó kétrészes sorozat Naruto: Best Hit Collection és Naruto: Best Hit Collection II címen 2004. november 17-én és 2006. augusztus 2-án jelent meg. 2007. december 19-én jelent meg Naruto in Rock -The Very Best Hit Collection Instrumental Version- című CD, mely a sorozat nyolc kiválasztott zeneszámát tartalmazta. Az első animesorozathoz tartozó három animációs film mindegyikének saját lemeze jelent meg közel a filmek kiadásával egy időben. A sorozat zenéjét tartalmazó lemezeken kívül több dráma-CD is megjelent, melyeken szinkronszínészek adják elő az eredeti epizódokat.
A Naruto sippúden zenéjét Takanasi Jaszuharu szerezte. A Naruto Shippuden Original Soundtrack 2007. december 7-én jelent meg, a Naruto Shippuden Original Soundtrack II pedig 2009. december 16-án jelent meg. A Naruto All Stars, amely az első sorozat tíz átdolgozott dalát tartalmazta, s amiket a sorozat szinkronszínészei adtak elő, 2008. július 23-án került forgalomba. A Naruto sippúdenhez kapcsolódó két animációs filmnek szintén saját lemezei jelentek meg, akárcsak a korábbiaknak. Az első 2007. augusztus 1-jén, a második 2008. július 30-án.

### OVA-epizódok
A Naruto animéhez négy kiegészítő Original Video Animation-epizód készült. Az első kettőt, az Akaki Jocuba no Kuróbá vo Szagasze és a Takigakure no Sitó Ore ga Eijú Dattebajo! címet viselő epizódokat első alkalommal a Sónen Jump Jump Festa 2003-as és 2004-es rendezvényén vetítették le, majd később DVD formátumban is megjelentek. A második epizód angol változata 2007. május 22-én jelent meg DVD-n a Viz kiadásában. A Konoha no Szato no Dai Unzókai című harmadik epizód egy rövidfilm, mely az első Naruto-filmmel jelent meg. Észak-Amerikában a speciál az első mozifilm gyűjtői változatában jelent meg. A negyedik, Cuini gekitocu! Dzsónin tai Genin!! Muszabecu zairanszen taikai kaiszai!! című epizód egy bónuszlemezen került forgalomba a Naruto: Ultimate Ninja 3 PlayStation 2-videójáték mellett. Az ötödik OVA-epizód a Naruto sippúden hetedik japán DVD-kötetében található extra epizód, a Sippu! „Konoha Gakuen” Den, mely állóképekkel mesél el egy történetet. A hatodik OVA-epizód a The Cross Roads nevet viseli. A teljes egészében CGI-animációval készült OVA-t a 2010-es Jump Festán mutatták be. A történet a csúninvizsga előtt játszódik, amikor Orocsimaru szemet vetett Ucsiha Szaszukéra, aki ekkor még a 7-es csapat tagja volt. A Súkan Sónen Jump japán és angol oldalán egyaránt megnézhető az epizód.

### Animációs filmek
A Naruto sorozatához tíz film kapcsolódik, melyből az első három az első sorozathoz, az azt követő hét pedig a Naruto sippúdenhez. Az első dobozos csomag, amely az első három filmet tartalmazza, 2008. július 3-án jelent meg Japánban. Az első, Daikacugeki! Jukihime Ninpócsó dattebajo!! című filmet 2004. augusztus 21-én mutatták be a szigetországban, DVD változata 2005. április 28-án került forgalomba. A filmben a 7-es Csapatnak a Hó földjén kell megvédenie néhány színészt az új Fún hercegnő című film forgatása közben, melynek Naruto nagy rajongója lesz. A film japán DVD kiadásán extra anyagként megtalálható a Konoha no Szato no Dai Unzókai című OVA epizód is, mely azonban nem számít a sorozat cselekményének kanonikus részének. A film premierje az Egyesült Államokban 2007. szeptember 6-án volt.
A második, Daigekitocu! Maborosi no Csiteiiszeki Dattebajo című Naruto-filmet 2005. augusztus 6-án mutatták be a japán mozikban. Cselekményének főszereplői Naruto, Sikamaru és Szakura, akik egy nindzsaküldetésük alatt belekeverednek Homokrejtek falujának háborús konfliktusába. Az előző filmmel ellentétben, ezt nem mutatták be az Egyesült Államok filmszínházaiban, és közvetlenül DVD-n került forgalomba 2008. július 29-én, melyet három nappal megelőzően, július 26-án a Cartoon Network is műsorára tűzött.
A Dai Kófun! Mikazuki-dzsima no Animaru Panikku Dattebajo! című harmadik film 2006. augusztus 5-én jelent meg. A történetben Naruto, Szakura, Rock Lee és Kakasi a Hold földjének leendő hercegének védelmére kapnak megbízást. A film angol nyelvű szinkronnal a Cartoon Networkön is látható volt; DVD-n 2008. november 11-én jelent meg. 2008. július 3-án a Sony kiadta az első három mozifilmet egy dobozos DVD kiadásban.
Az első sorozat folytatásaként sugárzott Naruto sippúden első filmje Gekidzsóban Naruto sippúden címen 2007. augusztus 4-én jelent meg. A film cselekményében Naruto azt a feladatot kapja, hogy védje meg Sion papnőt, akinek saját haláláról támadtak víziói. A második film Gekidzsóban Naruto sippúden: Kizuna címen 2008. augusztus 2-án jelent meg, melyben az Ég földjének nindzsái támadják meg Avarrejteket. Narutónak csak Szaszukével van esélye visszaverni a támadást, aki viszont két évvel ezelőtt elhagyta a falut. A sorozat indulásának tizedik évfordulója alkalmából létrehozott honlap információ szerint a harmadik Naruto sippúden-film 2009. augusztus 1-jén jelent meg. A címe Gekidzsóban Naruto sippúden: Hi no Isi vo Cugumono. A történet szerint egy kekkei genkai vadász, Hiruko, Avarrejtek volt nindzsája meg akarja szerezni Kakasi saringanját, mint ötödik kekkei genkai elemet. Naruto és Szakura a nyomába erednek, de árulás gyanúja vetül rájuk és majdnem egész Avarrejtek Narutoék ellensége lesz.
A sippúdenhez készült még négy film. A negyedik és ötödik egymás után játszódó történet, majd a hatodik egy olyan világról szól, amiben minden fordítva van (Narutónak Menma a neve (egy másik rámenhozzávaló), Szakura apja volt a negyedik hokage és ő halt meg, az ott élő Naruto (Menma) pedig gonosz). A hetedik Narutoék felnőttkoráról, és Kakasi hokage uralmáról szól.

### Light novel
A sorozathoz kötődően három light novel született, melyek írója Kuszakabe Maszatosi. Mindhárom regényt Japánban a Shueisha, Észak-Amerikában pedig az első kettőt a Viz Media adta ki. Az első, Siro no zódzsi, keppu no kidzsin (白の童子、血風の鬼人) című regény a sorozat első történetét, a 7-es csapat Hullámok földjén teljesített küldetését meséli el újra. 2002. december 16-án adták ki Japánban, majd 2006. november 21-én Észak-Amerikában. A második, Takigakure no Sitó Ore ga Eijú Dattebajo! (滝隠れの死闘　オレが英雄だってばよ！) című regény a sorozat második Original Video Animation-epizódján alapul. Japánban 2003. december 15-én, az Egyesült Államokban 2007. október 16-án publikálták. Az utolsó regény az első Naruto film adaptációja és 2004. augusztus 23-án jelent meg. A japán kiadások mellett a Viz saját, Chapter Books-sorozatot is kiad, melyek eredeti rajzokat tartalmaznak a mangasorozatból, írójuk pedig Tracey West. A sorozattal ellentétben a regények inkább a fiatalabb, 7 és 10 év körüli korosztályt célozzák meg. A Chapter Books első két regénye 2008. október 7-én jelent meg és összesen hét regényt adtak ki eddig.

### Videójátékok
A sorozat alapján készült videójátékok több gyártó, így a Nintendo, a Sony és a Microsoft konzoljain is megjelentek. A legtöbbjük verekedős játék, melyben a játékos irányíthatja az általa kiválasztott, a mangából és az animéből is ismert Naruto szereplőt. A játékos másik, a sorozatból ismert szereplők ellen küzdhet, melyet gépi játékos, de akár egy másik, élő játékos is irányíthat. A cél, hogy ellenfeled életpontját nullára csökkentsd, alapvető, illetve speciális támadásokkal, melyek az eredeti Naruto mangában vagy az animében láthatóak. A legelső Naruto-videójáték a WonderSwan Color Naruto: Konoha Ninpócsó-ja volt, mely 2003. március 27-én került piacra Japánban. A legtöbb Naruto-videójáték csak Japán területén került forgalomba; az első Észak-Amerikában is kiadott játék Naruto: Gekitó Nindzsa Taiszen és a Naruto: Szaikjó Nindzsa Daikessu-sorozat első játékai voltak, melyek Naruto: Clash of Ninja és Naruto: Ninja Council címen jelentek meg 2006. március 7-én. Ezekben a játékokban az anime angol szinkronszínészeinek a hangjai hallhatók. 2007 októberében és novemberében jelent meg Észak-Amerikában, Európában és Ausztráliában a Rise of a Ninja játék Xbox 360 játékkonzolra. 2008 novemberében Amerikában és Európában adták ki a Naruto: Ultimate Ninja Storm a CyberConnect2 és Namco fejlesztésében PlayStation 3-ra. A játék, melyet kezdetben csak Naruto: PS3 Project címen emlegettek, Japánban 2009 januárjában került a boltokba.

### Gyűjtögetős kártyajáték
A Naruto hivatalos gyűjtögetős kártyajátékát a Bandai adta ki legelőször Japánban 2003 februárjában, majd később 2006 áprilisában Észak-Amerikában is angol nyelven. A játékot ketten játszhatják. Mindkét játékosnak szüksége van egy tetszés szerint összeállított ötven lapos paklira, egy játéktáblára, egy tárgyra, mellyel jelezni tudják, hogy kinek a köre van érvényben, valamit egy „nindzsaérmére” a véletlenszerű döntésekhez. A játék során mindkét fél különböző módokon használhatja kártyáit, például megváltoztathatja azok állapotát és adottságait, küldetéseket és feladatokat hajthat végre. Az éppen aktív játékos meg is támadhatja ellenfelét. A győzelemhez a játékosnak el kell nyernie tíz harci díjat, vagy valahogy el kell érnie, hogy a másik játékos kifogyjon a kártyáiból.
A játékhoz szükséges újabb kártyák különböző elnevezésű, négyféle kombinációban előre összeállított ötven lapos csomagokban jelennek meg, melyeket „sorozatnak” hívnak. Minden csomag tartalmaz egy kezdőpaklit, egy játéktáblát, kör-jelzőt és egy fém „nindzsaérmét”. A további kártyák tízlapos csomagokban szerezhetők be, valamint nagyobb fémdobozos kiadásokban, melyek több tízlapos csomagot és egyedi kiadású kártyákat is tartalmaznak. 2006 októberéig Japánban tizenhét sorozat jelent meg, összesen 417 különböző kártyával, Észak-Amerikában 2008 augusztusáig tíz sorozat.

### Művészeti albumok és kalauzok
A sorozathoz kötődően több más könyv is megjelent, köztük művészeti albumok és sorozatkalauzok is. Az Art of Naruto: Uzumaki című művészeti album, melyet mind Japánban, mind az Egyesült Államokban kiadtak, a manga Első részéből tartalmaz rajzokat. A sorozat második részéhez kapcsolódó interaktív könyv címe Paint Jump: Art of Naruto, 2008. április 4-én jelent meg Japánban. A legutolsó művészeti album 2009. július 3-án jelent meg Naruto címen. Az Első rész két sorozatkalauza Naruto – Hiden: Rin no So (NARUTO―ナルト―［秘伝・臨の書］) és Naruto – Hiden: Tó no So (NARUTO―ナルト―［秘伝・闘の書］) címen jelent meg Japánban. A harmadik, a sorozat Második részével foglalkozó kalauz, Naruto – Hiden: Sa no So (NARUTO―ナルト―［秘伝・者の書］) címen 2008. szeptember 4-én jelent meg. Ezek a kötetek a szereplők adatlapjait, a különböző dzsucuk leírásait és Kisimoto vázlatait, skicceit tartalmazzák. Az animesorozathoz szintén kiadtak hasonló kalauzt, mely az epizódok elkészítéséről valamint a szereplők megjelenésének kialakításáról tartalmaz információkat és érdekességeket. 2002. október 4-én került forgalomba az első „hivatalos rajongói könyv”, melynek címe Hiden: Hei no So - Ofisaru fan book (秘伝・兵の書 ― オフィシャルファンBOOK). Ezt a Viz Media Észak-Amerikában 2008. február 19-én Naruto: The Official Fanbook címen jelentette meg. 2009-ben egy másik hivatalos rajongói könyv is megjelent a sorozat tizedik évfordulójának emlékére. Ebben Uzumaki Narutóról találhatók rajzok más mangarajzolóktól, egy novella, Kisimoto Maszasi egyrészes története, melynek címe Karakuri és egy interjú Kisimotóval.

## Fogadtatás
A Naruto igen sikeresnek bizonyult mind Japánban, mind pedig az Egyesült Államokban. A 44. kötetig bezárólag Japánban mintegy 89 millió példány kelt el a mangából. 2008-ban a sorozat 43. kötetéből 1 188 881 darab fogyott Japánban, mellyel a kilencedik helyre került a szigetország bestseller képregényei között. A 41., 42. és 44. kötet szintén bekerült első húsz képregény közé, de azok már jóval kisebb példányszámban találtak gazdára. Japánban 2008-ban összesen 4 261 054 példányt adtak el, és így a második legsikeresebb sorozat lett, 2009 első felében pedig a harmadik legsikeresebb manga volt Japánban 3 490 349 eladott példánnyal. Ekkor a 45. kötet ötödik lett 1 131 145 eladott példányszámmal, míg a 46. kilencedik 864 708 példányszámmal, a 44. kötet pedig negyvenedik.

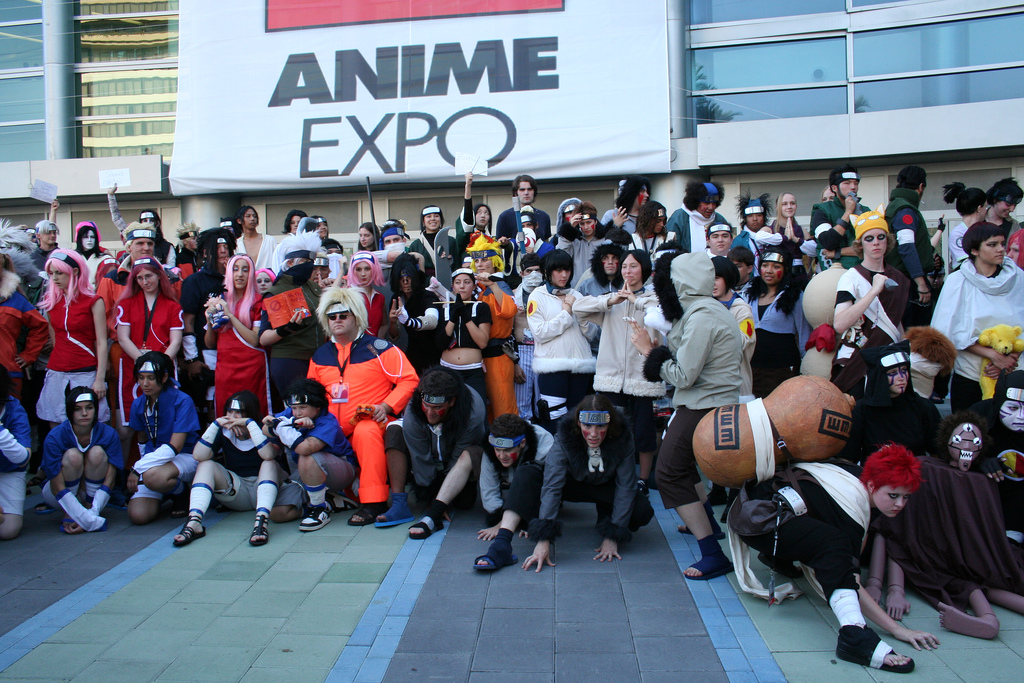
Naruto cosplayesek az Anime Expón 2006-ban

Észak-Amerikában a Naruto a Viz Media legsikeresebb sorozata lett, 2006-os összesített manga eladásuk mintegy 10%-át a Naruto tette ki. Gonzalo Ferreyrát, a Viz Media áru és marketing alelnökét elkápráztatta, hogy a Naruto köteti iránti kereslet szinte alig csökken. Az ICv2 többször is a manga vagyontárgyak toplistájába helyezte Észak-Amerikában. A sorozat hetedik kötetének Viz Media kiadása elsőként nyerte el a fogyasztók szavazatai alapján a 2006-os Quill-díjat a legjobb képregényalbum (Graphic Novel) kategóriában. A Naruto többször is szerepelt a USA Today könyvlistáján; a mangák között a 11. kötet vezette a listát, majd helyét a 28. kötet vette át, mely a lista 17. helyére került 2008 márciusának első hetében. A 28. kötet egyben 2008 márciusának legsikeresebb mangája is volt. Megjelenésekor a 29. kötet az 57. helyre került, míg a 28. a 139. helyre esett vissza. 2007 áprilisában a 14. kötet elnyerte a Viz számára a Diamond Comic Distributors Gem-díját az év mangája (Manga Trade Paperback of the Year) kategóriában. A sorozat 2008-ban az addig megjelent 31 kötetével a legkelendőbb manga lett Észak-Amerikában. 2008-ban az interneten a „naruto” a hetedik legkeresettebb szó volt a Yahoo! toplistáján, ami viszont némi visszaesés a 2007-es negyedik helyéhez képest. Emellett érdekesség, hogy a „naruto” sem 2007-ben, sem pedig 2008-ban nem került fel a Google globális keresési toplistájára, bár brazil, cseh, mexikói és kolumbiai keresések között bekerült az első öt közé 2008 folyamán. A magyar keresések tekintetében a Google havi toplistáján a „naruto” eddig csak 2007 októberében valamint 2008 januárjában és májusában került be az első 15-be, bár májusban az első helyen szerepelt.
A Naruto sikere ellenére igen vegyes kritikai visszhangban részesült. A. E. Sparrow, az IGN egyik írójának megítélése szerint a manga egyes kötetei ügyes módon, gyakran helyeznek előtérbe egy adott szereplőt, akit így gyorsabban megkedvel az olvasó. Véleménye szerint Kisimoto remekül ráérzett a harci jelenetek és a humor megfelelő egyensúlyára. Az animékkel és mangákkal foglalkozó Neo magazin a sorozat főszereplőjét meglehetősen „idegesítőnek” nevezte, ugyanakkor kiemelte, hogy maga a manga „beteges függőséget” is okozhat. Carl Kimlinger az Anime News Networktől dicsérően írt a sorozat szereplőinek megtervezéséről, mondván, mindegyikük külső megjelenése és cselekedetei eltérő egyéniséget tükröz, melynek köszönhetően még a „legostobább kinézetű szereplők” is roppant heroikusan festenek egy akciójelenetben. Annak ellenére, hogy Kimlinger szerint az egyes kötetekben sok harc van és a történet emiatt nem tud gyorsan haladni, pozitívumnak ítélte meg, hogy az egyes harcok mennyire érzelemmel teltek. Javier Jugo a mangalife.comtól dicséretesnek nevezte, hogy a sorozat mennyire élvezetes marad sok kötet után is. Megdicsérte még a negatív szereplőket és a harci jeleneteket a mangában. Kisimoto rajzstílusát is megemlítette, mint ami „drámai, izgalmas és tökéletes a történethez, amit mesél”. A Naruto Második részének első kötetét Casey Brienza igen pozitívan ítélte meg, kiemelve a szereplők megjelenésének és képességeiknek fejlődését; a történet és az akciójelenetek közötti egyensúlyt, mely igen élvezetes olvasmánnyá teszi a mangát. Bár emellett azt is megjegyezte, hogy természetesen nem minden kötet hozhatja ugyanazt a színvonalat és minőséget. Briana Lawrence, a Mania Entertainment írója, a Második részt jóval érettebbnek nevezte, mivel a sorozat szereplői is idősebbek lettek, de ugyanakkor ez nem jelenti azt hogy a sorozatból eltűnt volna a humor. A Viz angol fordítását azonban „következetlennek” ítélte, tekintettel arra, hogy a kiadó egyes japán kifejezéseket és szavakat meghagyott, másokat viszont lefordított. A Mondo magazin az Első rész anime adaptációját az „animetörténet egyik legjobb átiratának” nevezte. Ezzel szemben megjegyezte, hogy a Második rész adaptációja gyengébb, de még így is elég jó. Az Első részhez képest pozitíumnak tartja, hogy a karakterek jelleme sokkal erősebben körvonalazódik, illetve azt is, hogy a többi szereplővel együtt Naruto is felnőtt. Megjegyezte, hogy a halálesetek száma megnőtt, ami azt mutatja, hogy a nindzsák világában nincs helye gyerekeknek.
A TV Asahi 2006-os, a japán nézők körében végzett internetes felmérésén a Naruto a 17. helyet foglalta el a tévétársaság 100-as animelistáján. A Naruto sippúden több alkalommal is Japán egyik legnézettebb animéi között volt. A Naruto animeadaptációja 2007-ben elnyerte a harmadik UStv-díjat a legjobb animációs műsor (Best Full-Length Animation Program) kategóriájában, melyet a manilai Santo Tomas Egyetemen adtak át. Szintén 2007-ben a Viz Media első Narutós DVD-kiadása jelöltje volt az American Anime-díjnak a legjobb DVD-csomagdizájn (Best DVD Package Design) kategóriában. 2008 harmadik negyedévében a Naruto a harmadik helyen végzett az Észak-Amerikában értékesített animék toplistáján, melyen csak a Batman: Gotham lovagja és a Dragon Ball Z előzte meg. A Narutót a legjobb rajzfilmsorozatnak választották az ötödik USTv tanulók szavazásakor, 2009. február 19-én. 2009 első felében az ICv2 szerinti 10 legjobb animesorozat választásakor a Naruto második helyezett lett. A Naruto sippúden epizódjai többször szerepeltek a heti tíz legnézettebb rajzfilmsorozat között Japánban. A Naruto sippúden DVD eladásai is jól teljesítenek, néhány alkalommal szerepeltek a legtöbb példányszámban értékesített rajzfilm DVD-k listáján Japánban. Az interneten ingyenesen megtekinthető Naruto sippúden részeket hetente átlagosan 160 000-en nézik meg. A Naruto huszadik lett Hulun megtekinthető műsorok és csatornák között 2009 februárjában. A Jooston ugyanebben a hónapban a Naruto sippúden volt a legtöbbet megtekintett rajzfilmsorozat, míg a Naruto második lett.

Az animesorozatot sok kritika érte az erőszakos jelenetek miatt. Mivel készítők a mangához hűen az eredeti forgatókönyvet használták, csupán néhány jelenetet cenzúráztak.

A Naruto a harmincnyolcadik legjobb lett az IGN 100 legjobb rajzfilmsorozatot összegyűjtő listáján. Az animesorozat ismertetőiben többen is kiemelték, hogy a Narutóban grafikailag jóval nagyobb hangsúlyt kapnak a harci jelenetek részletes kidolgozása, mint hátterek. A sorozat aláfestő zenéjéről pozitívan írtak, viszont negatívumként emelték ki, hogy néha zavarja a szereplők párbeszédeit. Az Active Anime dicsérően írt a harci jelenetekről, melyeket még izgalmasabbá tett, hogy az éppen adott szereplőnek nyomós oka volt, hogy mindenáron megnyerje azt, és még az ezekbe a jelenetekben elrejtett humor sem tompított azok halálos komolyságán. Az Anime News Network a csatajelenetek tömény egymásutániságát negatívan értékelte, bár ismertetőjükben megjegyezték, hogy ezek legtöbbje szakít a sablonos sónen eseménysorozatokkal. Véleményük szerint az anime zenéje sokat ad a cselekmény hangulatához és izgalmához. Christina Carpenter, a T.H.E.M. Anime Reviews-tól, „kedvelhetőnek” nevezte a sorozat szereplőit, de azt is megjegyezte, hogy ennek ellenére egyik sem tud túllépni a sztereotip sónen-szereplőkön. A sorozat alkotóját, Kisimotót, egy „átlagos rajzolónak nevezte csúcsformában”, akinek rajzstílusát nem igazán lehet jól átültetni egy animációs sorozatba. A T.H.E.M. második ismertetőjében Derrick L. Tucker ezt úgy jellemezte, hogy az animesorozat készítői legjobb formájukban képesek olyan munkát kiadni a kezükből, amely alig hagy kívánni valót maga után a manga rajongóitól, de ezzel együtt vegyesnek ítélte meg annak minőségét. Véleménye szerint a csatajelenetek ugyan szórakoztatóak, de mennyiségük miatt visszafogják a történetet. Az Anime News Network a második OVA Vízesésrejtekben játszódó csatajeleneteit régebbi Naruto epizódok feldolgozásának nevezte, ami ugyan semmit sem ad hozzá a sorozathoz, viszont betekintést adhat a nézők számára, hogy meddig fejlődött a sorozat a korábbi epizódok óta. Todd Douglass Jr., a DVD talk egyik írója, egészében jónak nevezte ezt az epizódot, de hiányolta belőle a mélységet, ami a sorozat egy átlagos történetében is megtalálható. A Naruto sippúden jó visszhangot kapott az Activeanimés David C. Jonestól, aki pozitívumnak tekintette az új karakterdizájnt és az animáció javulását. Lawrence-hez hasonlóan, aki a manga Második részét értékelte, Jones a sorozatot sokkal komolyabbnak és drámainak érezte.

### Hivatalos honlapok
- A Naruto hivatalos honlapja (japánul)
- A TV Tokyo hivatalos Naruto honlapja (japánul)
- A TV Tokyo hivatalos Naruto sippúden honlapja (japánul)
- A Studio Pierrot hivatalos Naruto honlapja (japánul)
- A Naruto a Mangafan oldalain (magyarul)
- A Naruto az Animax oldalain (magyarul)
- A Viz Media hivatalos Naruto honlapja (angolul)
- A YTV hivatalos Naruto honlapja (angolul)
- A Manga Entertainment hivatalos Naruto honlapja (angolul)
- A Madman Entertainment hivatalos Naruto honlapja (angolul)

### Információs és rajongói oldalak
- A magyar Naruto-mangák adatlapja a Magyar Képregénykiadók Szövetségének honlapján (magyarul)
- Naruto (manga) az Anime News Network enciklopédiájában (angolul)
- Naruto (anime) az Anime News Network enciklopédiájában (angolul)
- Naruto sippúden  az Anime News Network enciklopédiájában (angolul)
- Naruto-Kun.Hu (magyarul)
- KonohaGakure.Hu (magyarul)
- https://web.archive.org/web/20161116020043/http://narutohun.niceboard.org/
- NarutoFan (angolul)
- Naruto Central (angolul)